# David Frederick White
Pour les articles homonymes, voir White.
David Frederick White est un acteur et scénariste américain né le 25 mai 1960 à Seattle, Washington (États-Unis).

## Filmographie
- 1992 : Past Midnight : Policeman
- 1996 : Destination inconnue (Pandora's Clock) (TV) : Sgt. Anders
- 1997 : Prefontaine : Baseball Coach
- 1999 : Délit de fuite (Hit and Run) (TV) : Male Bystander
- 2000 : Back Spot Turn : Tycoon's Lawyer
- 2000 : Nowheresville : Flowershop Owner
- 2000 : Shadow Life : Jerry
- 2003 : Gory Gory Hallelujah : Jackville Sheriff
- 2005 : Circus of Infinity : Ringmaster Flash
- 2006 : Expiration Date : Animal Control Officer #1